# Tagetes erecta
- Commons
- Wikispecies

Tagetes erecta, comummente conhecida como rosa-de-oiro (grafia alternativa rosa-de-ouro) é uma planta herbácea, que tanto pode ser anual como perene, pertencente à família das asteráceas, originária do México e amplamente cultivada, nos mais variegados territórios, como espécie ornamental, por mercê das suas grandes e coloridas flores amareladas ou alaranjadas.

## Nomes comuns
Além de «rosa-de-oiro», esta espécie dá ainda pelos seguintes nomes comuns: rosa-da-índia e cravo-fétido-da-índia (não confundir com as demais espécies do género Tagetes, as quais também são comummente conhecidas por este nome) e cravo-de-defunto (não confundir a Tagetes lucida e a Tagetes patula, que consigo também partilham este nome comum).

### Etimologia
Quanto ao nome científico desta espécie:
- O nome genérico, tagetes[10], provém do latim, Tăgēs,[11] por alusão a uma divindade etrusca homónima.

- O epíteto específico, erecta, também provém do latim, tratando-se de uma declinação do étimo, ērectus, e significa «erecto; recto; perpendicular».[12]

## Distribuição
Não obstante alguns dos seus nomes comuns remeterem para a Índia, esta espécie é natural do México e da Guatemala.
Hodiernamente, porém, atinge uma dispersão cosmopolita, mercê da sua popularidade, enquanto espécie decorativa, figurando em jardins e canteiros, um pouco por todo o mundo.

### Habitat
Quando em estado silvestre, pode encontrar-se em selvas tropicais de árvores de folha caduca, silvados e pinhais do México, a altitudes entre os 800 e os 2.300 metros.
Enquanto espécie decorativa, apresenta alguma proclividade para se comportar como uma espécie ruderal, de tal sorte que pode despontar nas cercanias de jardins. Sendo certo que é capaz de tolerar solos secos e barrentos, a rosa-de-oiro medra melhor em solos moderadamente húmidos. De igual modo, apesar de privilegiar espaços com boa exposição solar, por aquela promover o melhor florescimento, também se dá bem em espaços com meia-sombra, da parte da tarde. No entanto, não se dá bem em solos localizados em espaços inteiramente ou perpetuamente sombrios.

## Descrição
Trata-se de uma planta herbácea anual ou perene, que tem um ciclo inicial de maturação entre os 100 e os 120 dias. A rosa-da-índia conta com uma raiz cilíndrica, da qual desponta um sistema de ramificações fibroso e pouco profundo.
Do que toca ao caule, este tanto pode ter uma aparência estriada, lisa ou ligeiramente revestida com  vilosidades; tanto pode ter um formato ser cilíndrico como ovalado; tanto pode ser tenro, como apresentar-se ligeiramente lenhoso;  e, do que toca à altura, pode oscilar entre os 30 e os 110 cm.
As folhas podem chegar até aos 20 centímetros de comprimento e são compostas por folíolos. Cada folha pode albergar até 17 folíolos, os quais têm formatos que alternam entre o lanceolado e o linear-lanceolado, podendo medir cada qual até hasta 5 centímetros de comprimento e 1,5 centímetros  de largura. Rematam em pontas que podem ser agudas ou acuminadas e as suas margens podem mostrar-se serrilhadas ou subinteiras. As pínulas ou folíolos da parte inferior têm um posicionamento oposto e alternado na parte superior.
A principal característica das flores desta espécie é que estão agrupadas em inflorescências solitárias, sobre pedúnculos que podem chegar até aos 15 centímetros de comprimento.São flores liguladas de coloração que pode variar entre o amarelo e o vermelho.
Tanto as flores como as folhas são exalam uma redolência fragrante, quando esmagadas ou mesmo simplesmente esfregadas.
Do que concerne aos frutos e às sementes, são aquénios lineares de 7 a 10 milímetros de comprimento, com superfície lisa, podendo por vezes mostrar-se ligeiramente revestidos de penugem rígida.

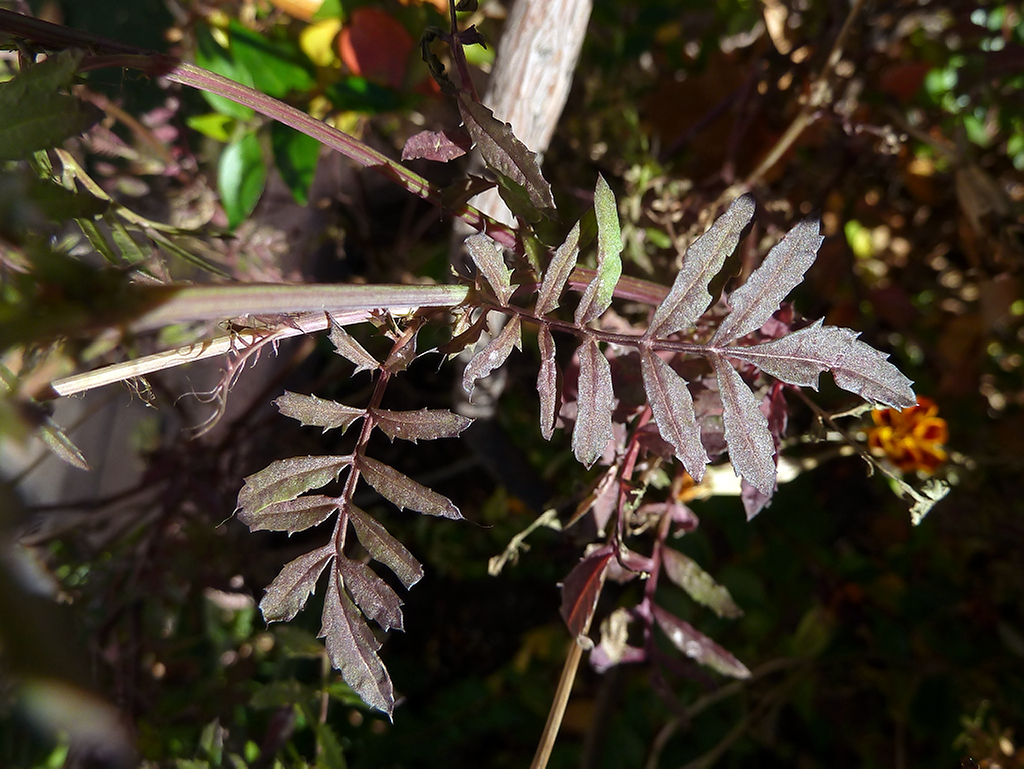
Folhas compostas
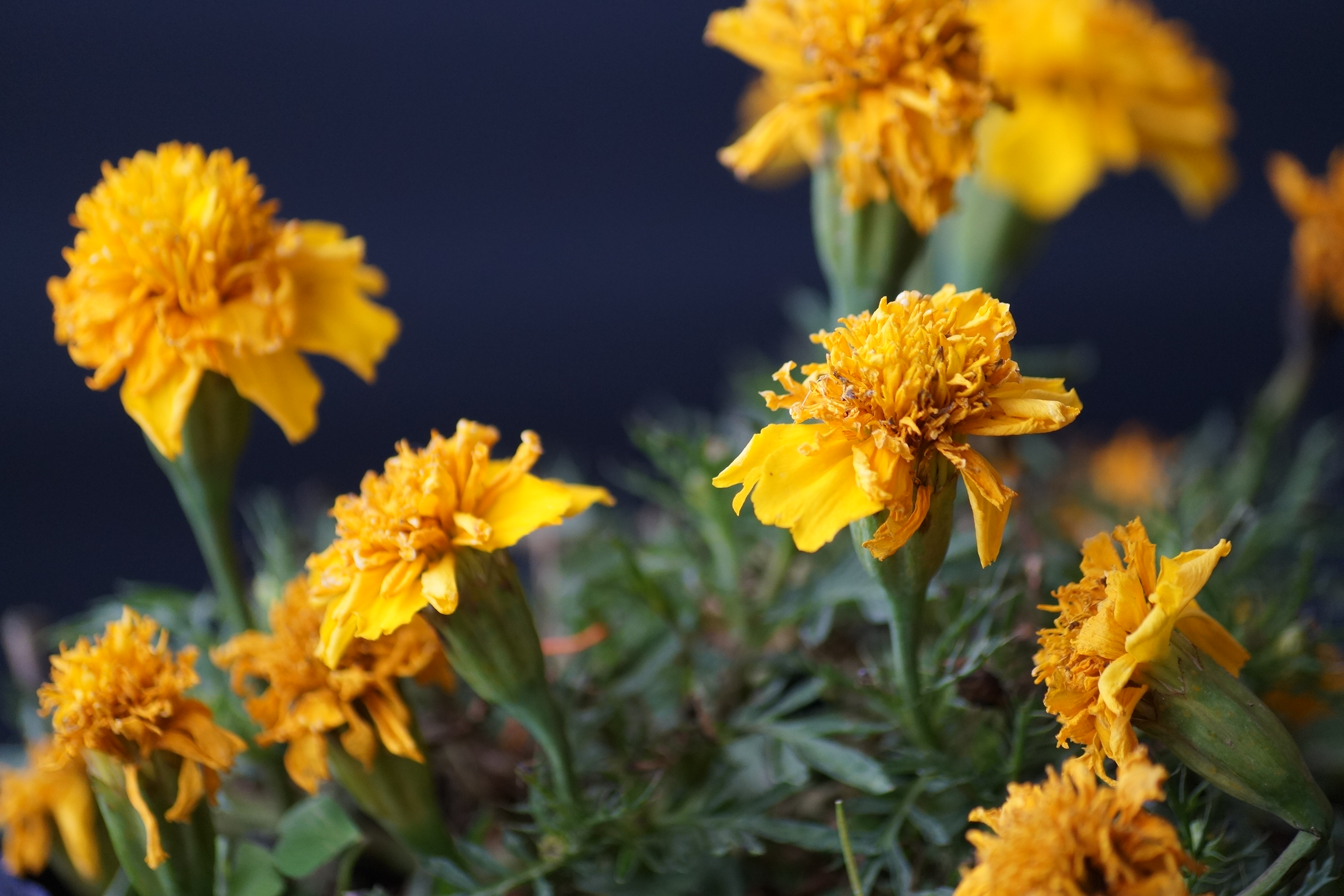
Capítulos
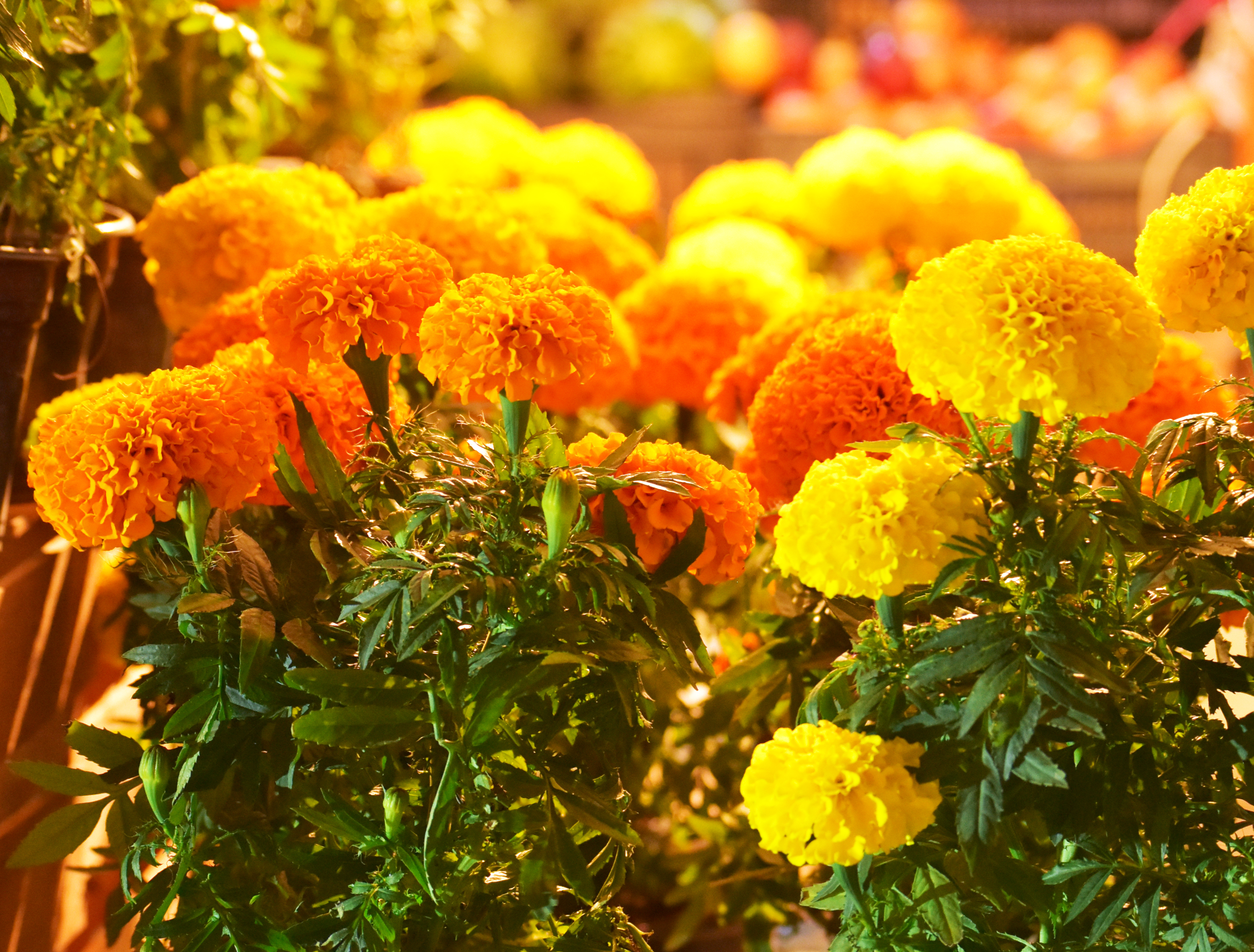
rosas-de-oiro, variedades de cor amarela e laranja

## Cultivo
Esta espécie, tipicamente mais propensa a medrar em zonas subtropicais, pode ser cultivada como anual sensível em zonas temperadas, conquanto se tenham os devidos cuidados para a resguardar, visto que não é muito resistente à geada, de modo que deve ser semeada em estufas ou lugar resguardado do frio na Primavera, transplantando-se ulteriormente para o exterior assim que tenham acabado as últimas geadas da estação.
A rosa-de-oiro prefere solos bem drenado, moderadamente férteis, com boa exposição solar. Esta espécie é capaz de se desenvolver bem tanto em solos argilosos pesados como em solos arenosos.
A floração começa cerca de três meses após o plantio e continua durante vários meses. A remoção das flores murchas antes da formação das sementes prolonga a época de floração.
As plantas são suscetíveis a ataques de lesmas, caracóis e botrytis.

## Usos

### Alimentação
As pétalas das flores de algumas variedades de rosa-de-oiro são comestíveis, com efeito, o cultivar 'Yellow Climax' tem flores comestíveis de sabor pouco intenso, as quais são amiúde usadas como guarnições coloridas, para enfeitar travessas. 
O corante amarelo obtido das flores pode ser usado como substituto do açafrão para dar cor e sabor aos alimentos. As flores amarelas da dão origem a dois tipos de corantes alimentares: farinha de rosa-da-índia e extrato de rosa-da-índia.
O primeiro consiste no produto da moagem das flores secas, sendo usado principalmente na alimentação de aves para intensificar a cor amarela das gemas dos ovos.
Ao passo que o segundo é um extrato por solvente das flores, utilizado sobretudo na Europa Ocidental como corante alimentar de tonalidade entre o amarelo e o alaranjado, empregado por exemplo, em molhos para saladas, gelados, laticínios e outros alimentos com elevado teor de gordura, mas também em refrigerantes, produtos de padaria, compotas e confeitaria.
As folhas são, por vezes, usadas como condimento, também.

### Usos medicinais
À rosa-da-índia reputam-se propriedades anti-helmínticas, aromáticas, digestivas, diuréticas, emmenagogas, sedativas e estomáquicas.
No âmbito da etnobotânica, é usada internamente no tratamento de dispepsia, cólicas abdominais, prisão de ventre, tosse e disenteria. Externamente, aplica-se como unguento no tratamento de feridas, úlceras, eczema, conjuntivite e reumatismo.
As folhas são colhidas conforme necessário durante a estação de crescimento para uso imediato, enquanto a planta em floração pode ser desidratada e armazenada para uso posterior.
Ainda no domínio da etnobotânica, fazem-se unguentos com as folhas, empregados no tratamento de furúnculos, carbúnculos e otalgia (dores de ouvido).
As flores possuem propriedades carminativas, diuréticas e vermífugas.
Há relatos de se fazerem decocções das flores desta planta para tratar constipações e papeira, bem como, no tratamento de dermatoses, conjuntivite e inflamação ocular, quando aplicada externamente como uma pasta.
A raiz tem propriedades laxantes.

### Agricultura e silvicultura
As secreções radiculares das rosas-da-índia, quando se encontram ainda em crescimento, cerca de 3 a 4 meses após a sementeira, têm propriedades insecticidas que se disseminam pelo solo, sendo particularmente eficazes contra nemátodes e, em menor proporção, contra lesmas do espécie Tandonia budapestensis.
As pétalas das rosas-da-índia, por seu turno, também apresentam propriedades nematocidas.
Por vezes, a planta é cultivada em campos agrícolas como repelente de insetos, devido ao seu odor forte e peculiar, embora a própria planta seja suscetível a pragas entomológicas.
A rosa-da-índia é amiúde plantada com a Tagetes patula (cravo-túnico), entre culturas de tomateiras e batateiras, por molde a ajudarem a repelir pragas.

### Textéis
Das flores da rosa-de-oiro obtém-se um corante amarelo, como já explanado supra. Este corante, além de se usar no sector alimentar e agro-pecuário, também tem utilidade para o sector têxtil.
Com efeito, das flores da rosa-de-oiro, sejam frescas ou secas, é possível obter uma grande variedade de pigmentos, que se podem usar para tingir lã, seda e fibras celulósicas, em tonalidades que alternam entre amarelo-dourado, alaranjado, verde-azeitona e bronze, conforme os mordentes utilizados.

### Perfumaria
É possível extrair um óleo essencial das flores e folhas da rosa-da-índia, o qual é usado em perfumaria, em pequenas quantidades, para conferir notas florais e de maçã.